# Selección femenina de fútbol sub-17 de Papúa Nueva Guinea
La selección femenina de fútbol sub-17 de Papúa Nueva Guinea es el equipo representativo de Papúa Nueva Guinea en las competiciones oficiales. Su organización está a cargo de la Asociación de Fútbol de Papúa Nueva Guinea, miembro de la OFC y la FIFA.

## Estadísticas

### Copa Mundial de Fútbol Femenino Sub-17
| Año                       | Fase            | Posición        | PJ              | PG              | PE              | PP              | GF              | GC              |
| ------------------------- | --------------- | --------------- | --------------- | --------------- | --------------- | --------------- | --------------- | --------------- |
| Nueva Zelanda 2008        | No se clasificó | No se clasificó | No se clasificó | No se clasificó | No se clasificó | No se clasificó | No se clasificó | No se clasificó |
| Trinidad y Tobago 2010    | No se clasificó | No se clasificó | No se clasificó | No se clasificó | No se clasificó | No se clasificó | No se clasificó | No se clasificó |
| Azerbaiyán 2012           | No se clasificó | No se clasificó | No se clasificó | No se clasificó | No se clasificó | No se clasificó | No se clasificó | No se clasificó |
| Costa Rica 2014           | No se clasificó | No se clasificó | No se clasificó | No se clasificó | No se clasificó | No se clasificó | No se clasificó | No se clasificó |
| Jordania 2016             | No se clasificó | No se clasificó | No se clasificó | No se clasificó | No se clasificó | No se clasificó | No se clasificó | No se clasificó |
| Uruguay 2018              | No se clasificó | No se clasificó | No se clasificó | No se clasificó | No se clasificó | No se clasificó | No se clasificó | No se clasificó |
| India 2022                | No se clasificó | No se clasificó | No se clasificó | No se clasificó | No se clasificó | No se clasificó | No se clasificó | No se clasificó |
| República Dominicana 2024 | No se clasificó | No se clasificó | No se clasificó | No se clasificó | No se clasificó | No se clasificó | No se clasificó | No se clasificó |

### Campeonato Femenino Sub-17 de la OFC
| Año                | Fase        | Posición  | PJ        | PG        | PE        | PP        | GF        | GC        |
| ------------------ | ----------- | --------- | --------- | --------- | --------- | --------- | --------- | --------- |
| Nueva Zelanda 2010 | Ronda Final | 3.º       | 3         | 1         | 0         | 2         | 4         | 10        |
| Nueva Zelanda 2012 | Ronda Final | 2.º       | 3         | 2         | 0         | 1         | 4         | 11        |
| Islas Cook 2016    | Final       | 2.º       | 5         | 3         | 1         | 1         | 13        | 13        |
| Samoa 2017         | Se retiró   | Se retiró | Se retiró | Se retiró | Se retiró | Se retiró | Se retiró | Se retiró |
| Tahití 2023        | Se retiró   | Se retiró | Se retiró | Se retiró | Se retiró | Se retiró | Se retiró | Se retiró |